# Theretra
Theretra är ett släkte av fjärilar. Theretra ingår i familjen svärmare.

## Dottertaxa tillTheretra, i alfabetisk ordning[1]

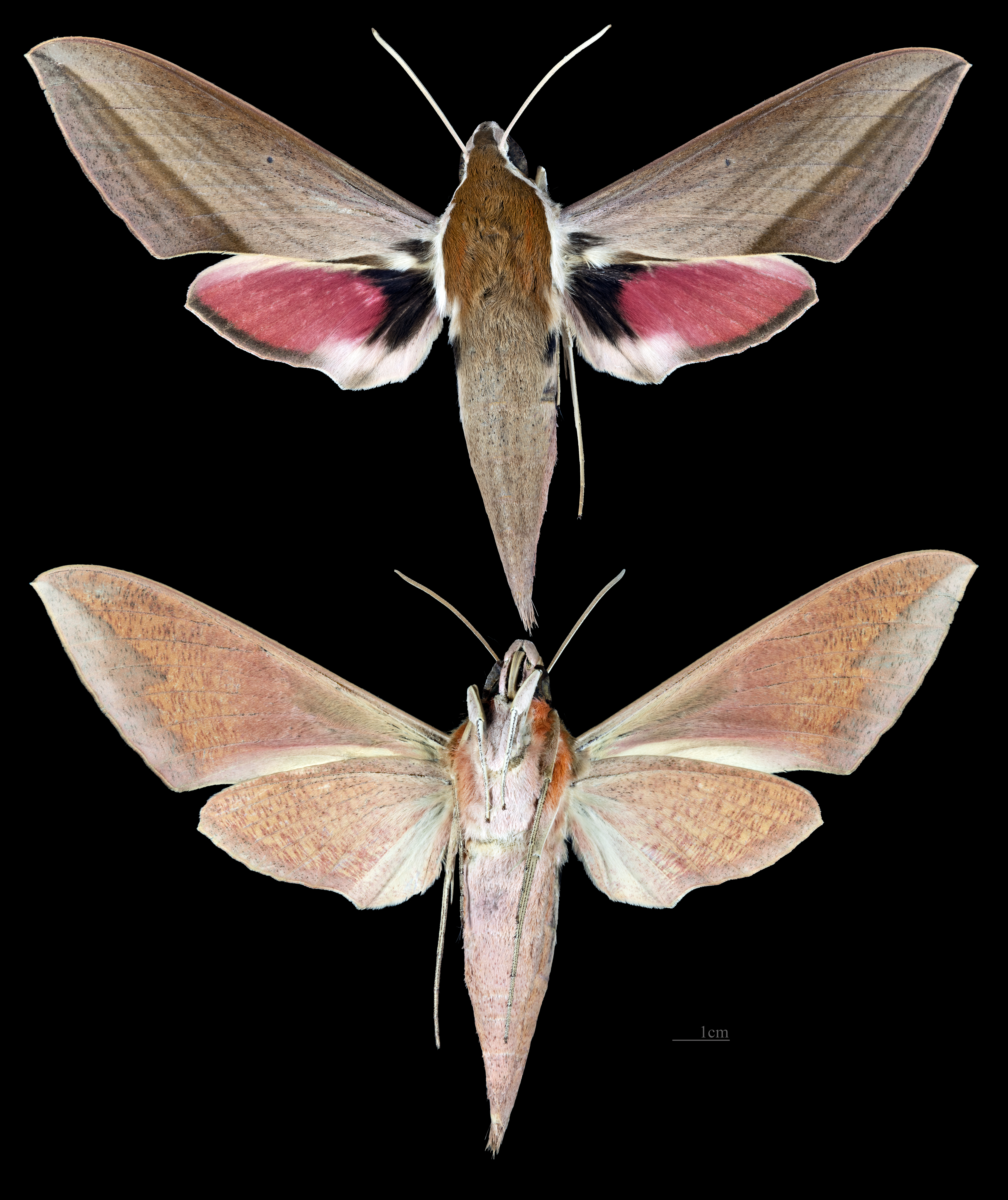
Theretra 8-maculata
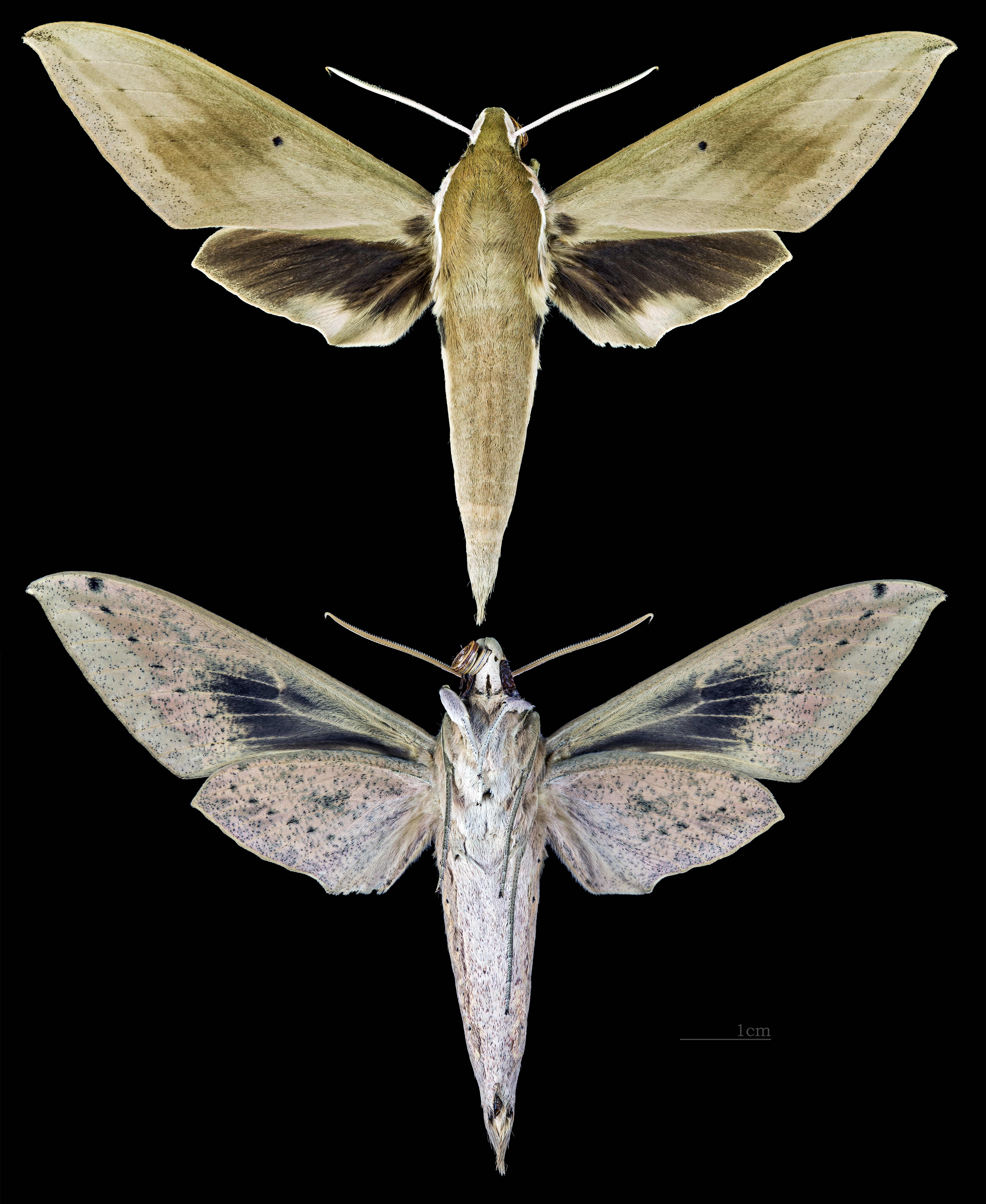
Theretra aeas
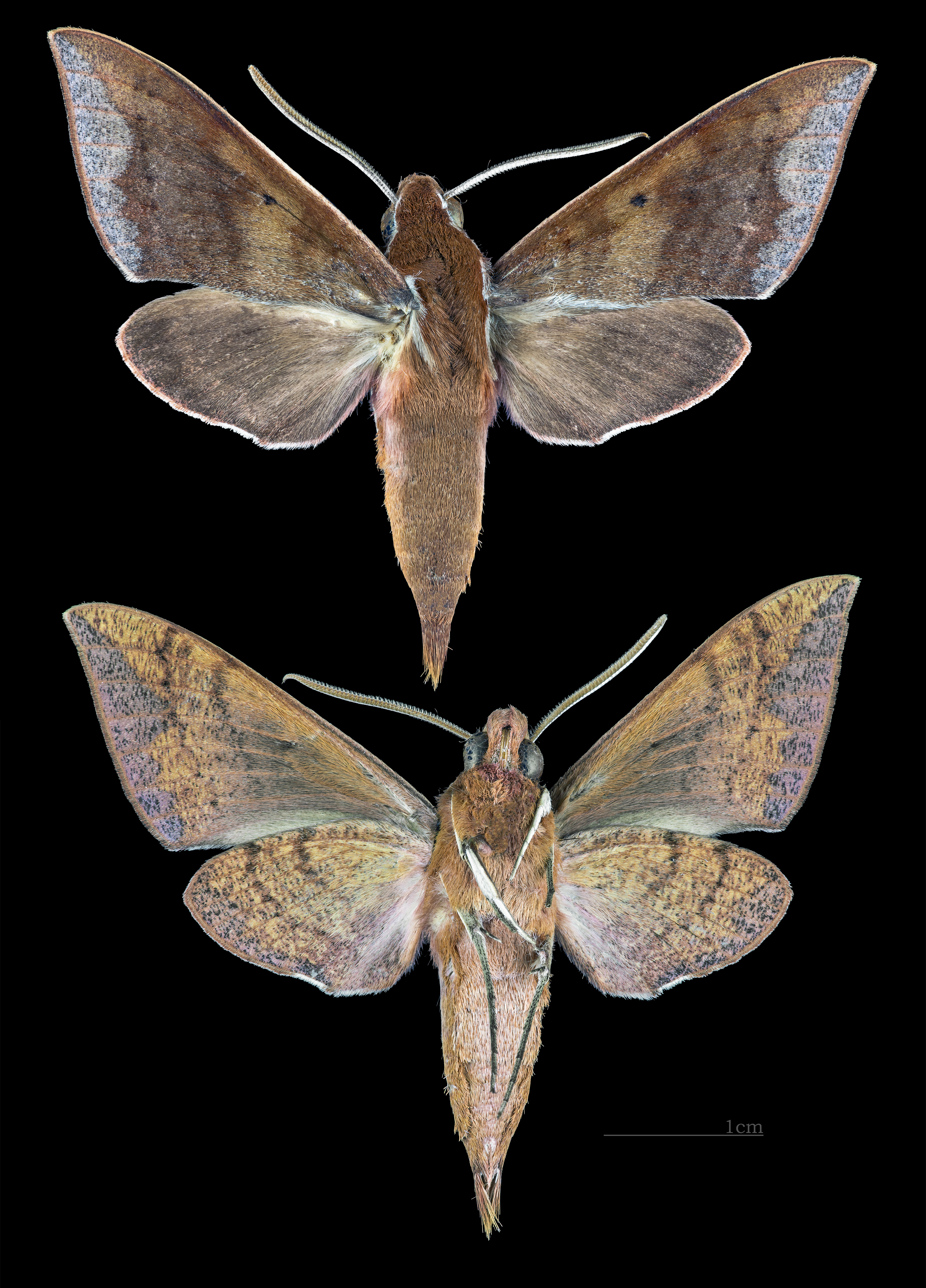
Theretra alecto
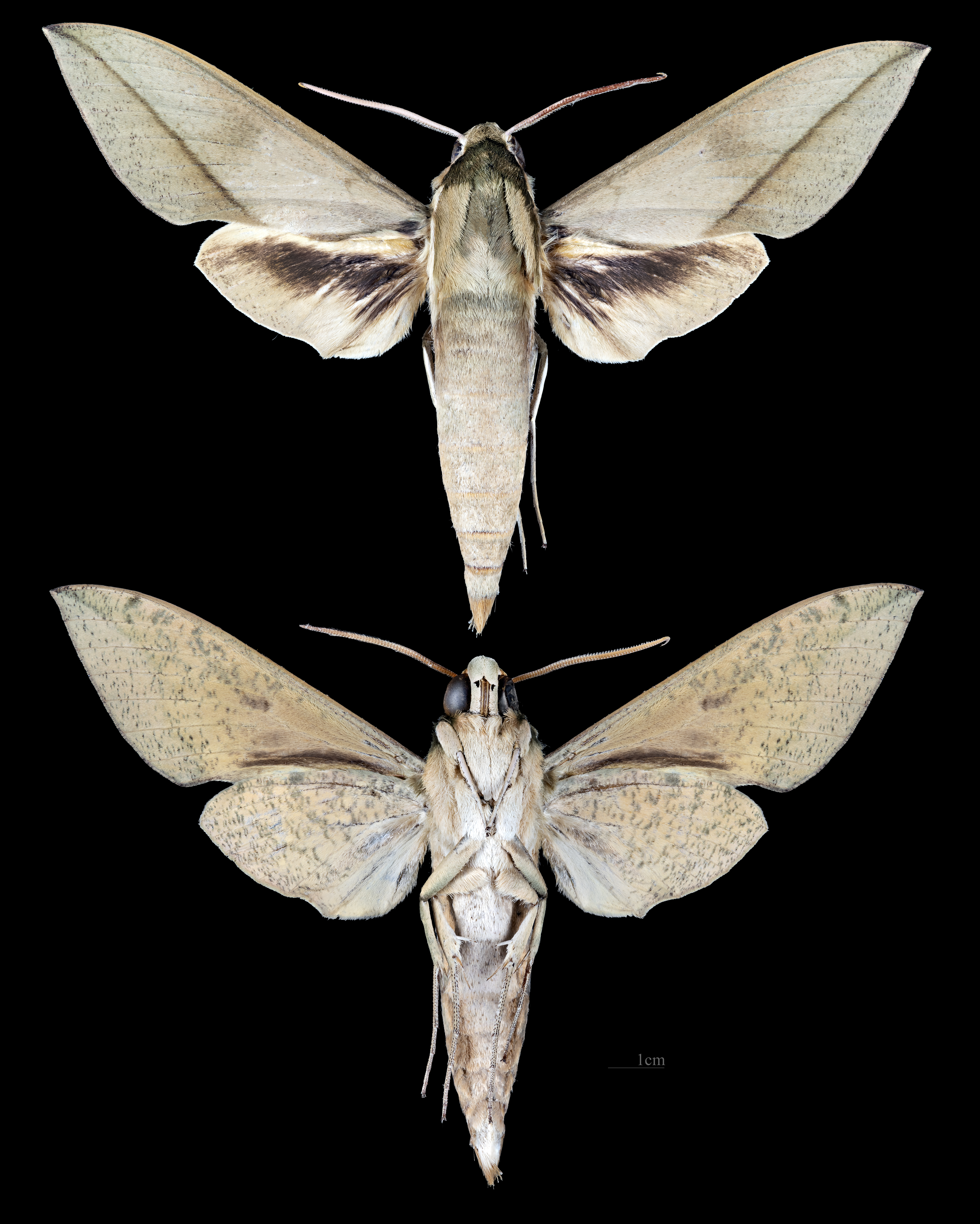
Theretra alticola
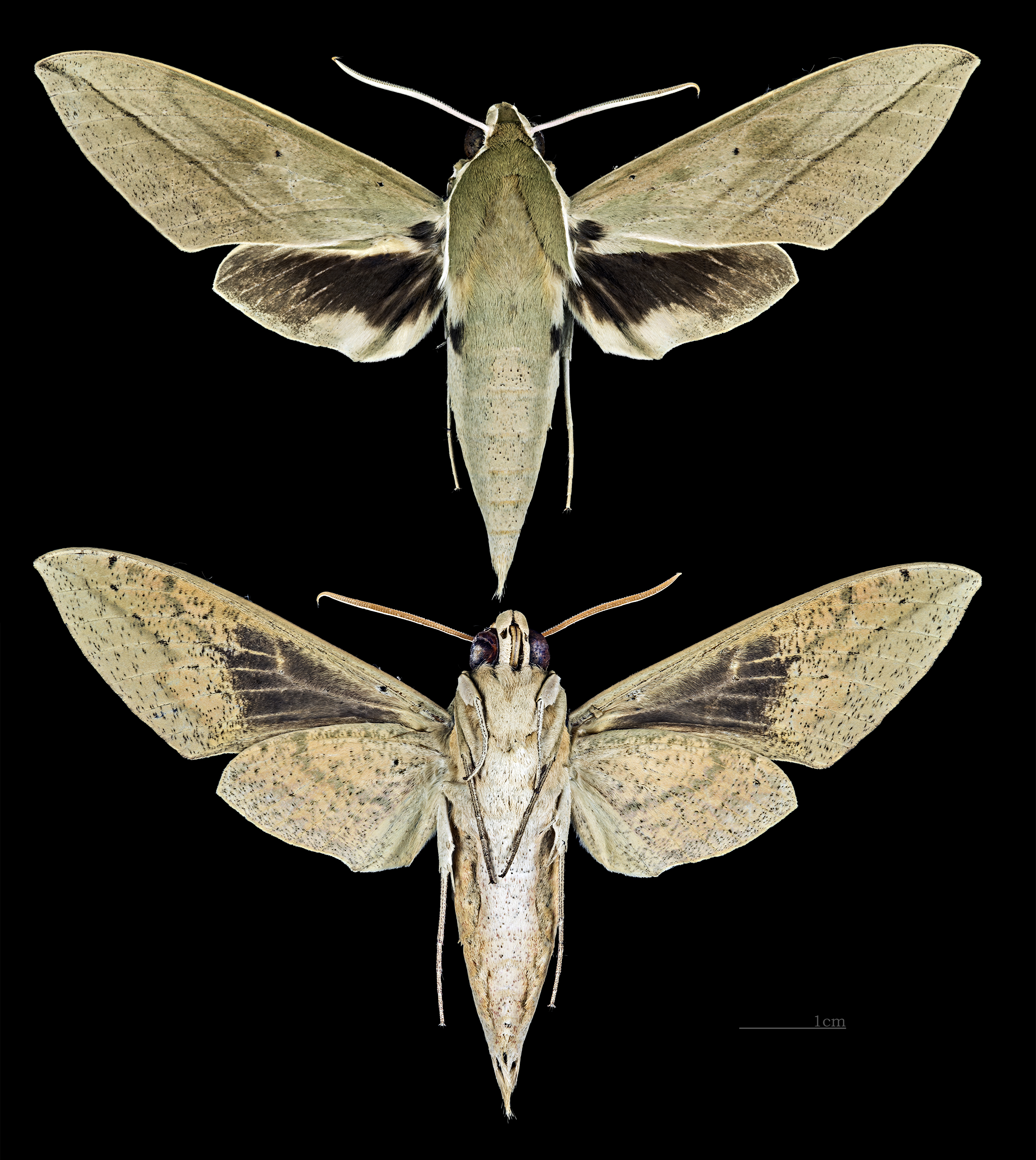
Theretra amara
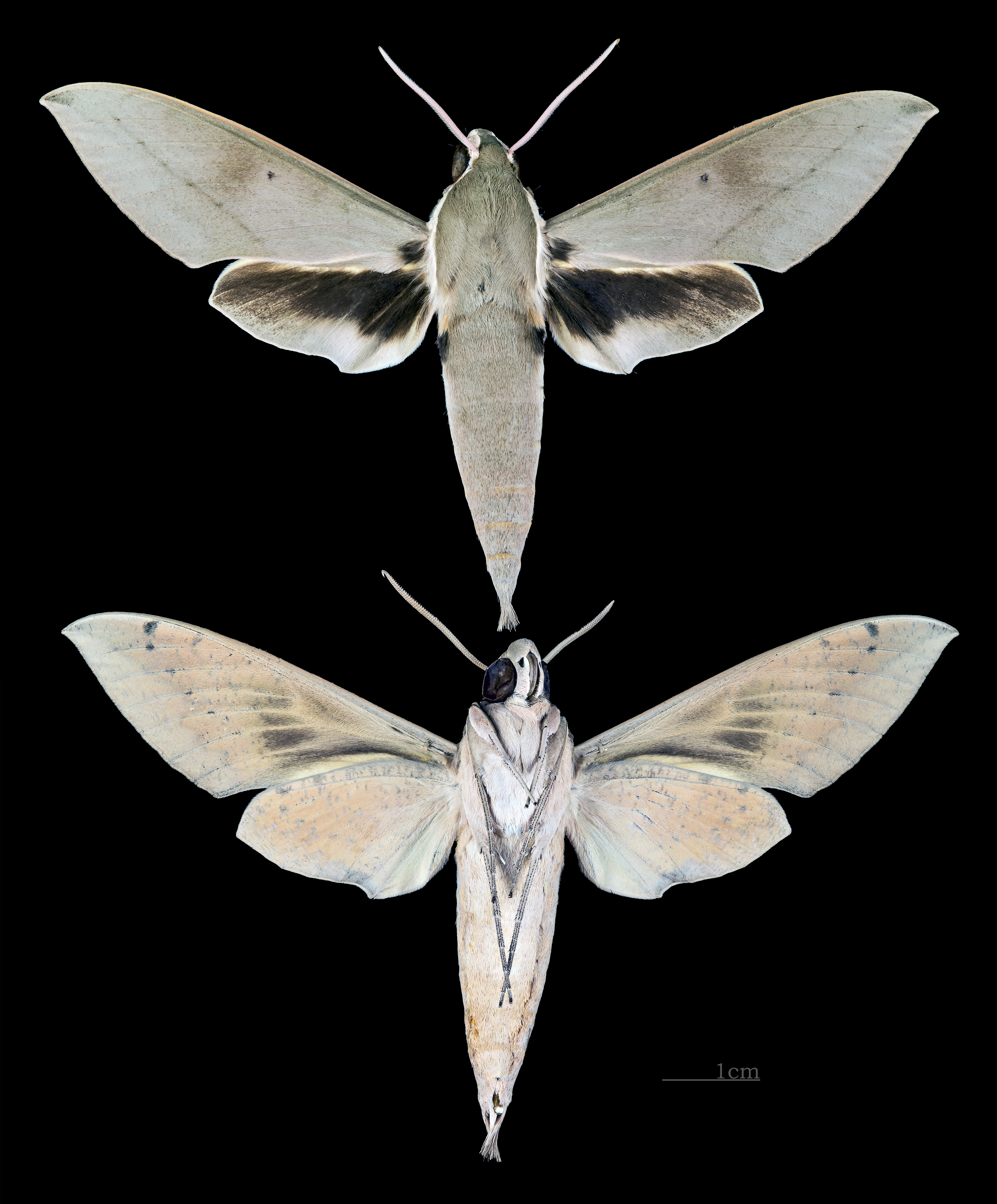
Theretra argentata
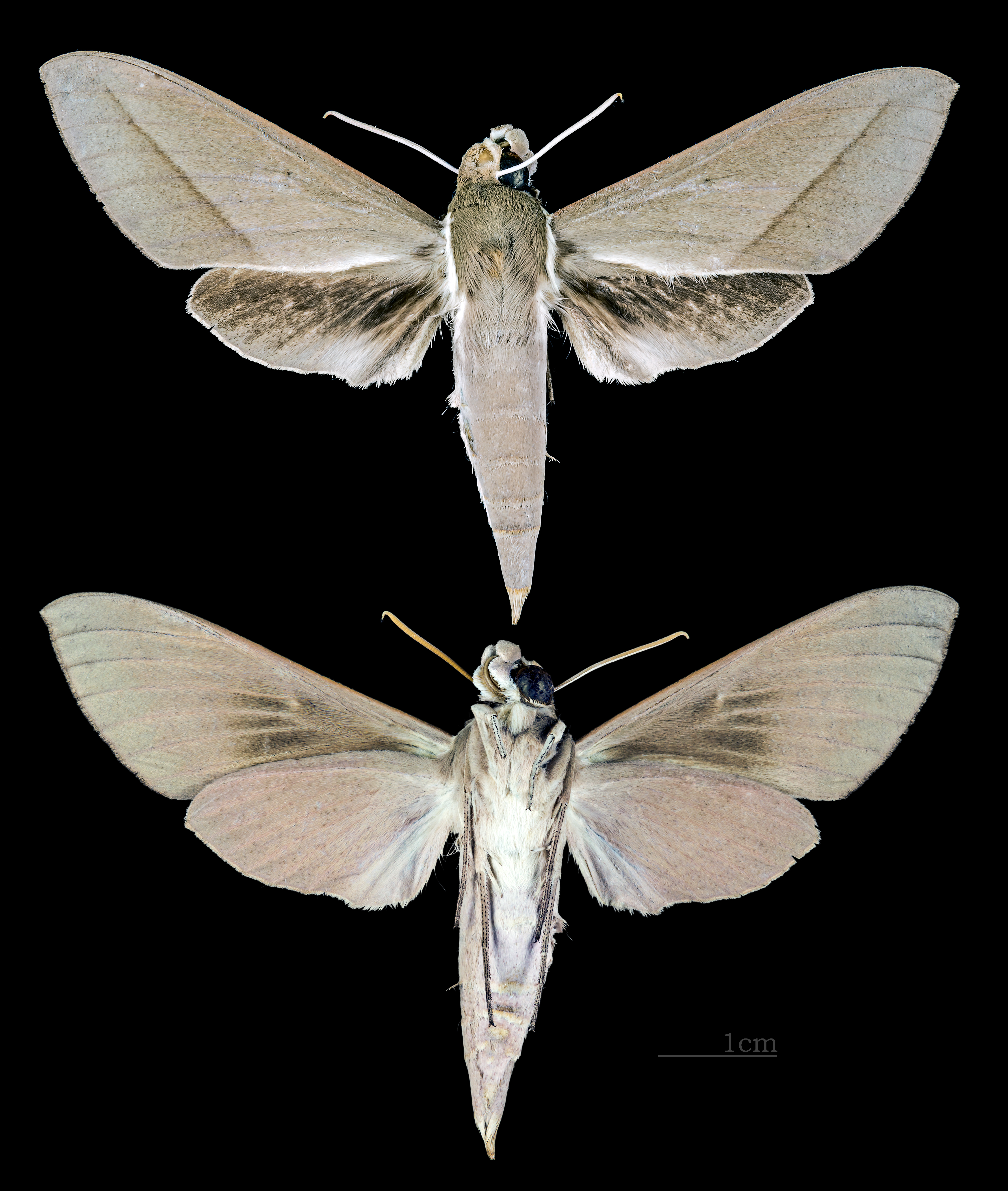
Theretra aspersata
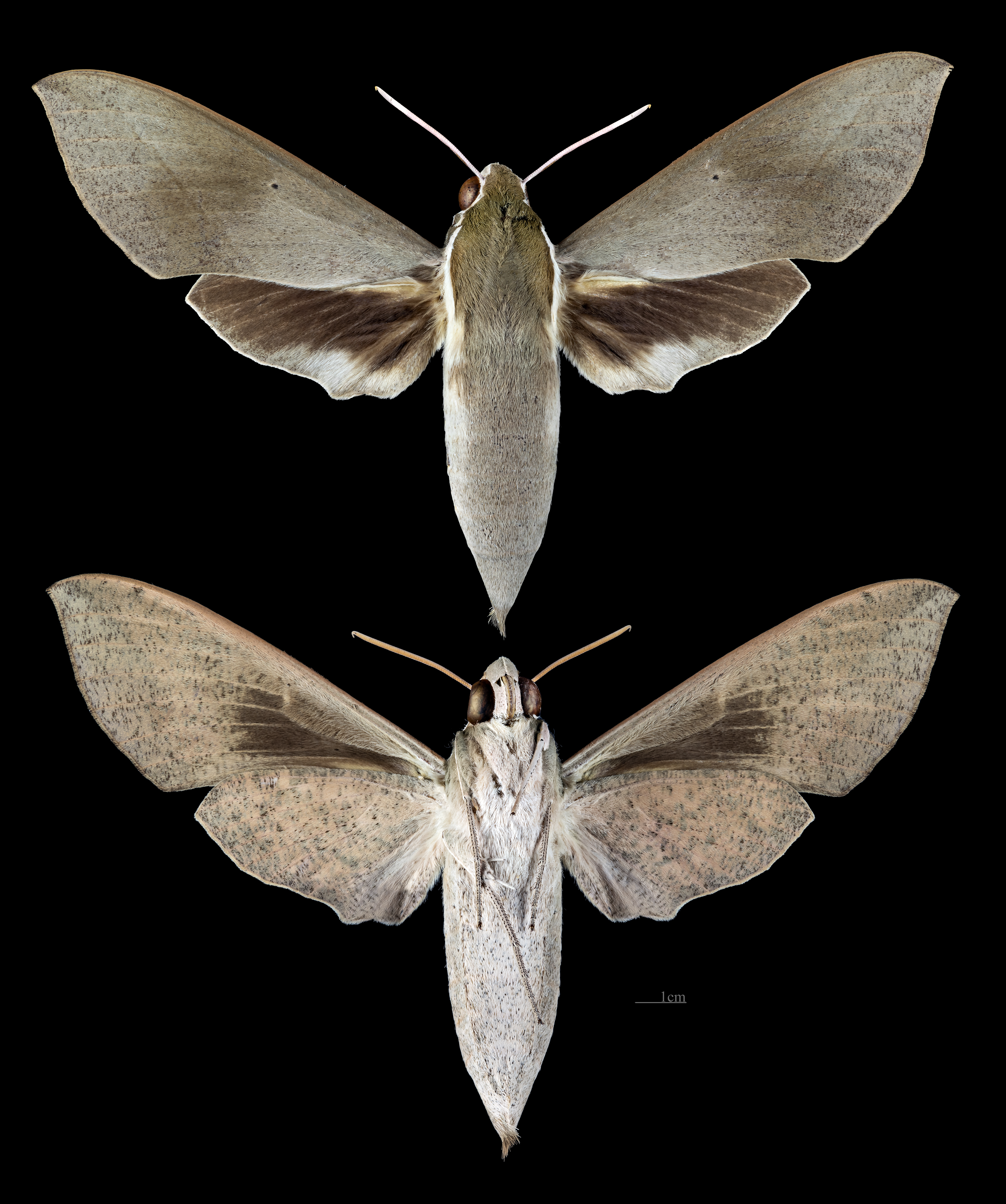
Theretra bisecta
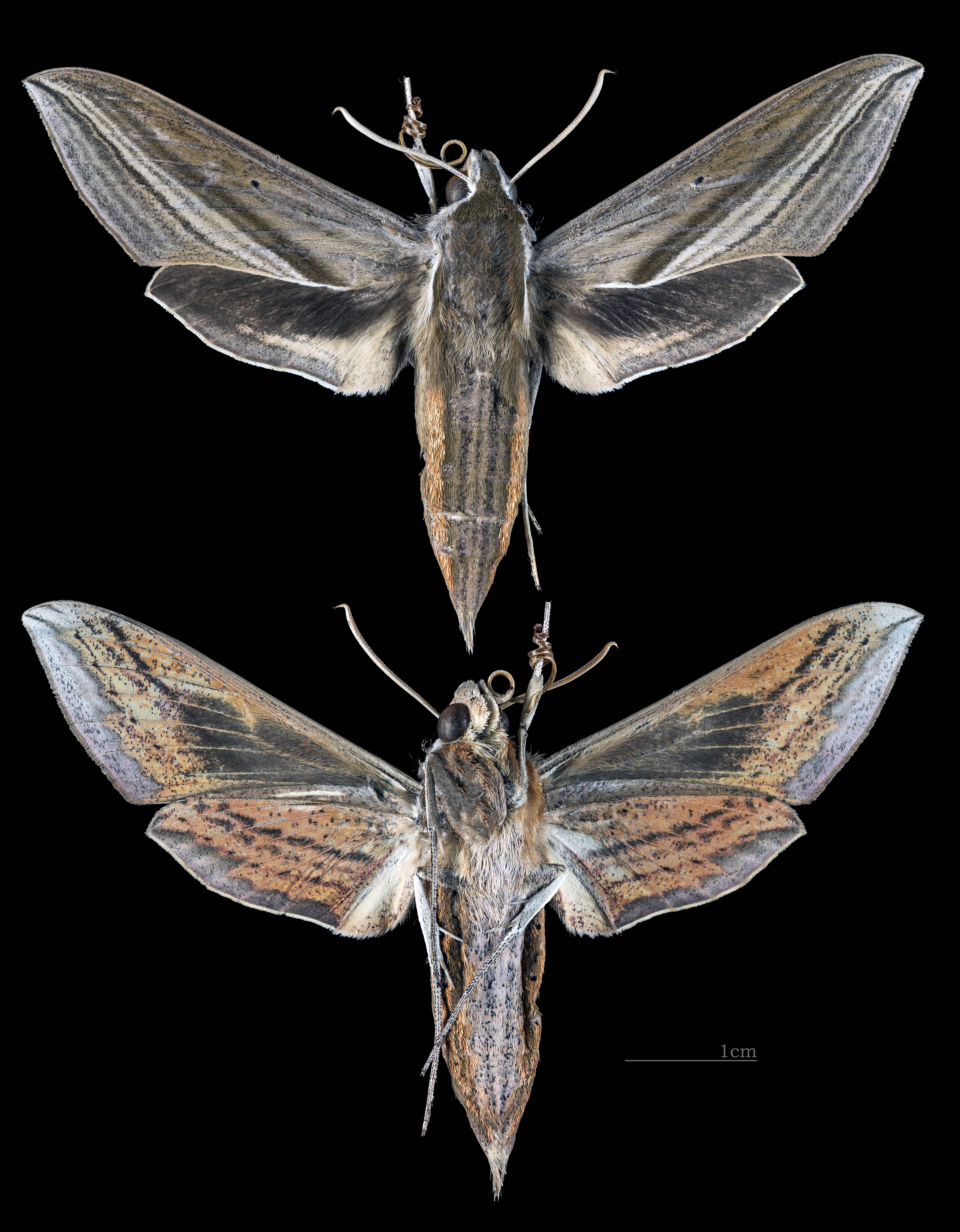
Theretra bistrigata
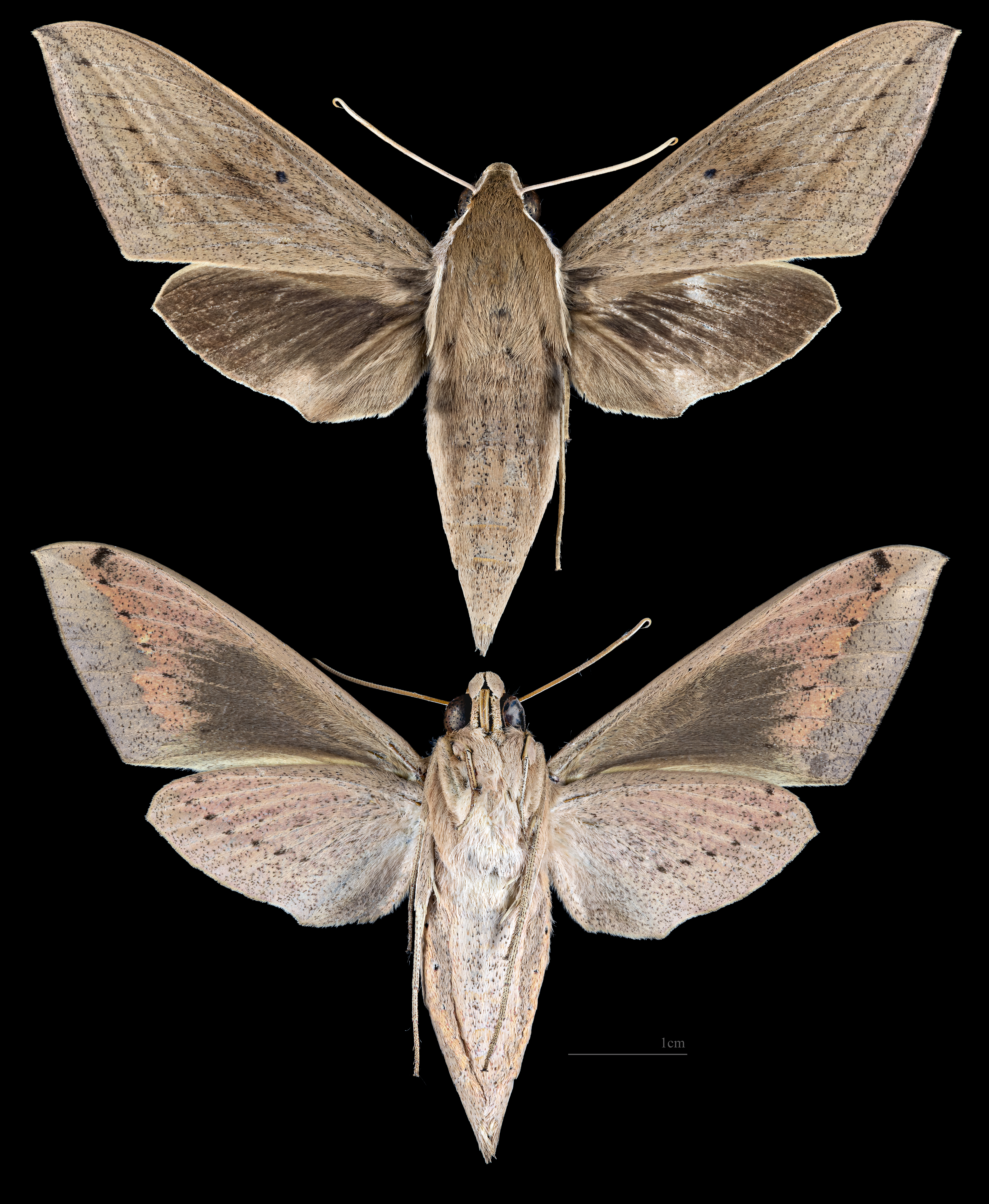
Theretra boisduvalii
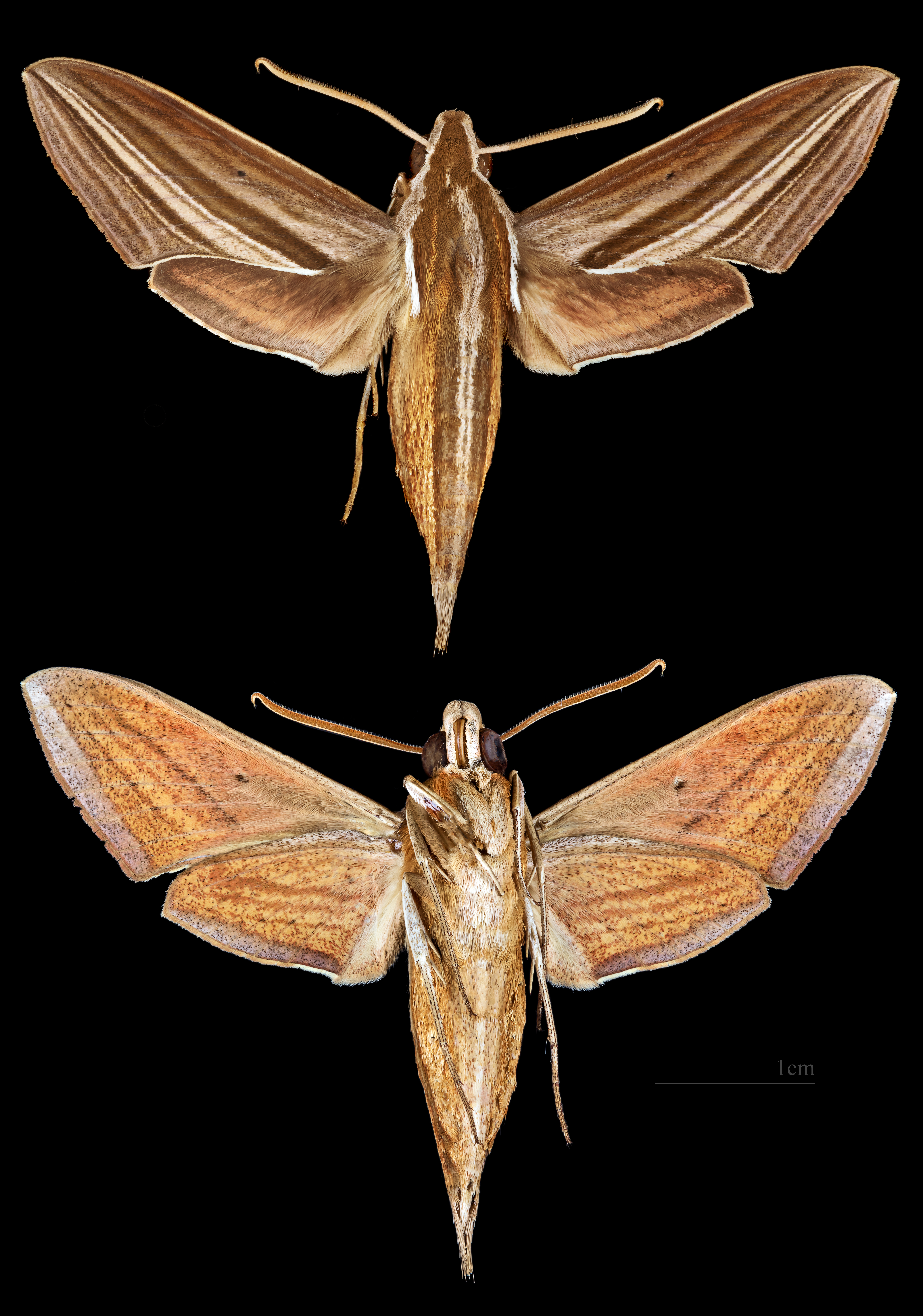
Theretra brunnea
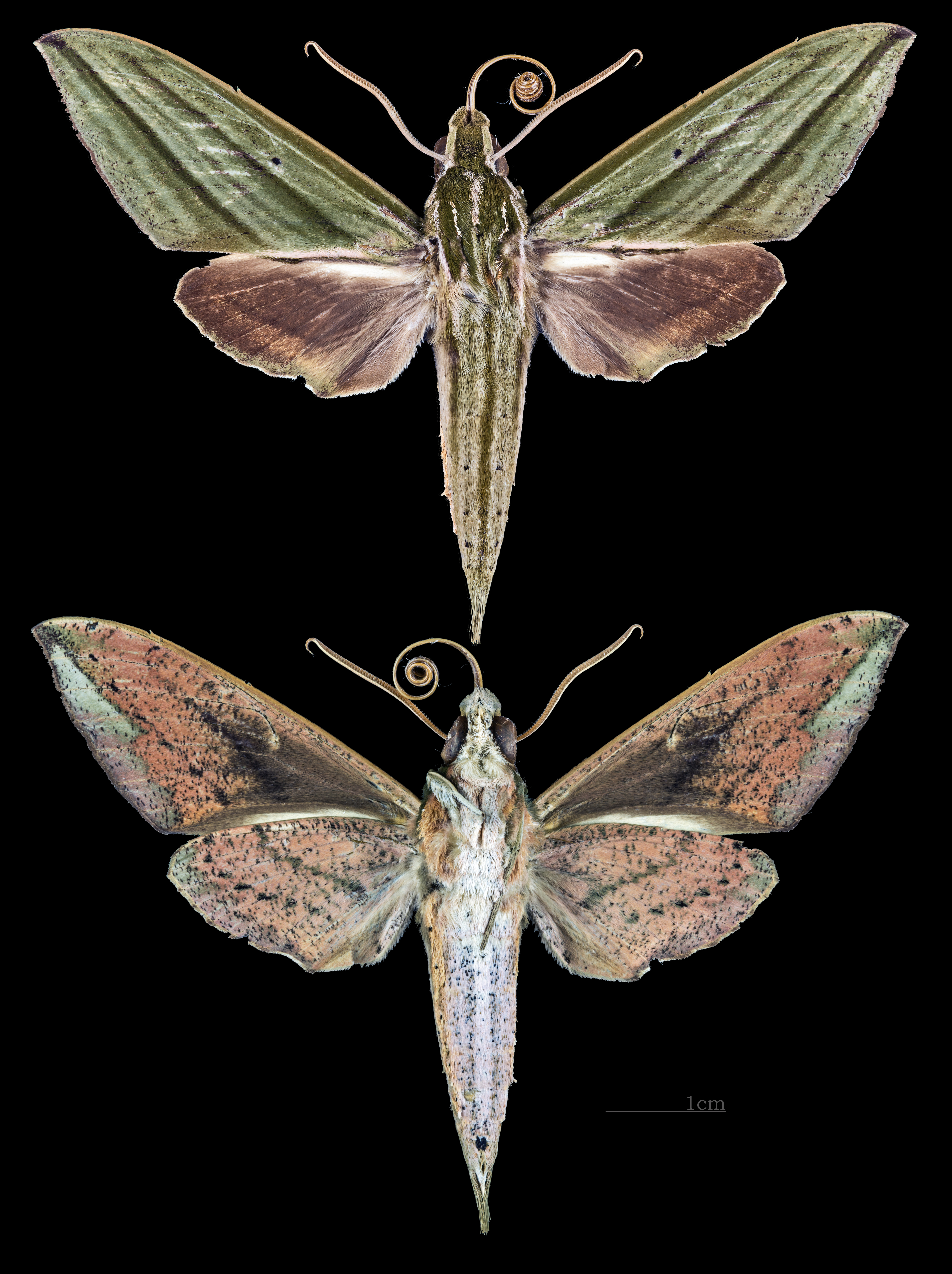
Theretra buruensis
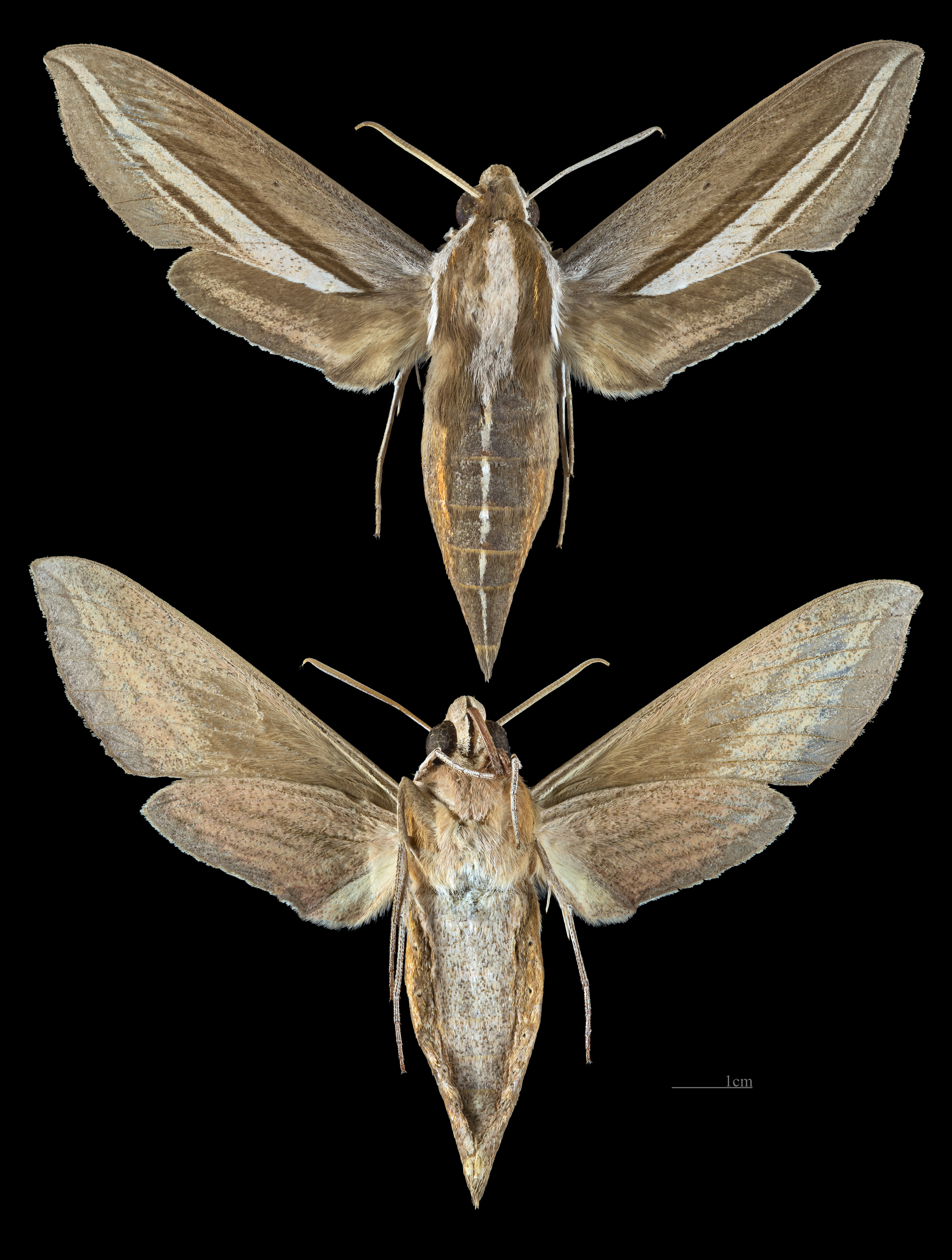
Theretra butus
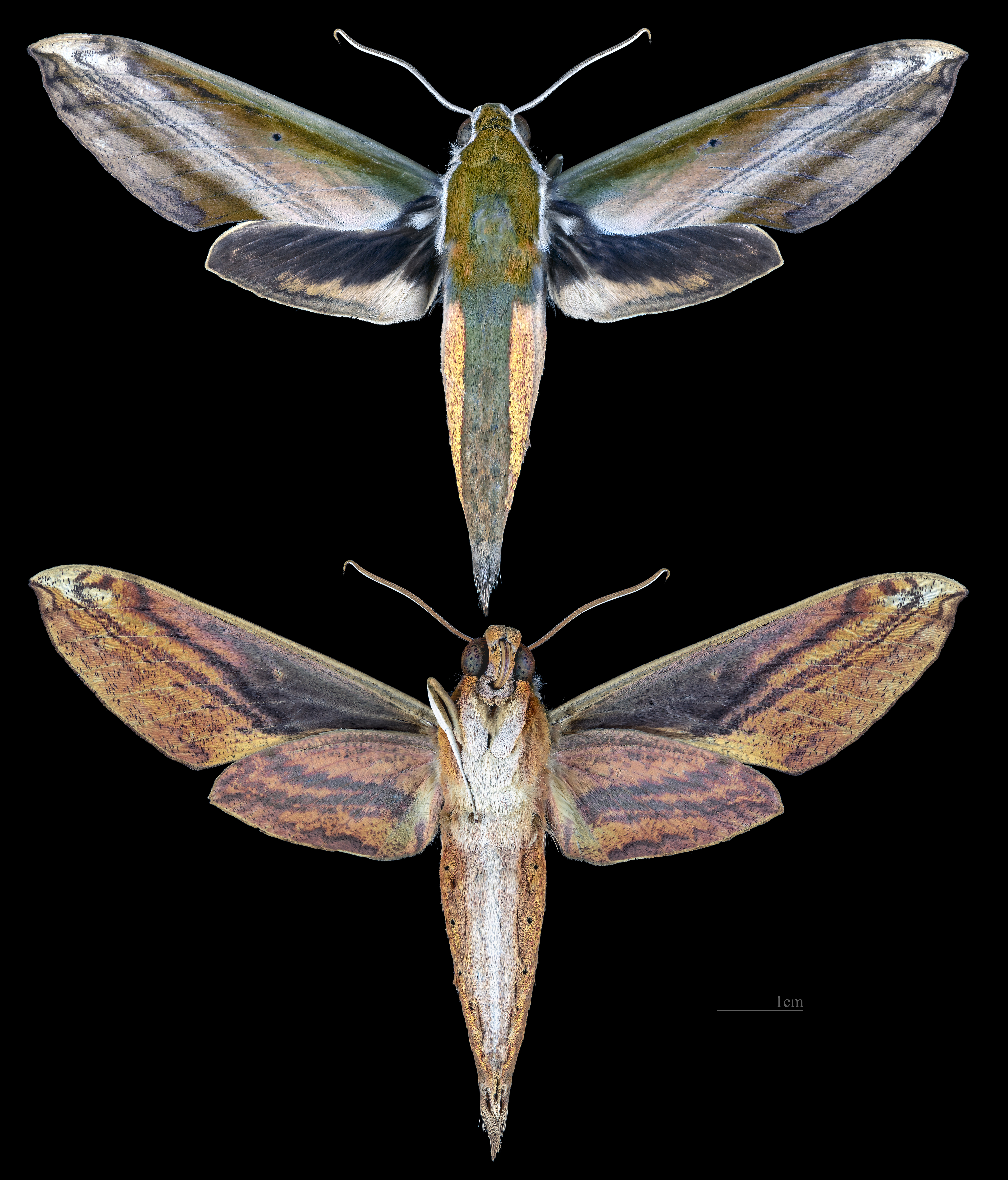
Theretra cajus
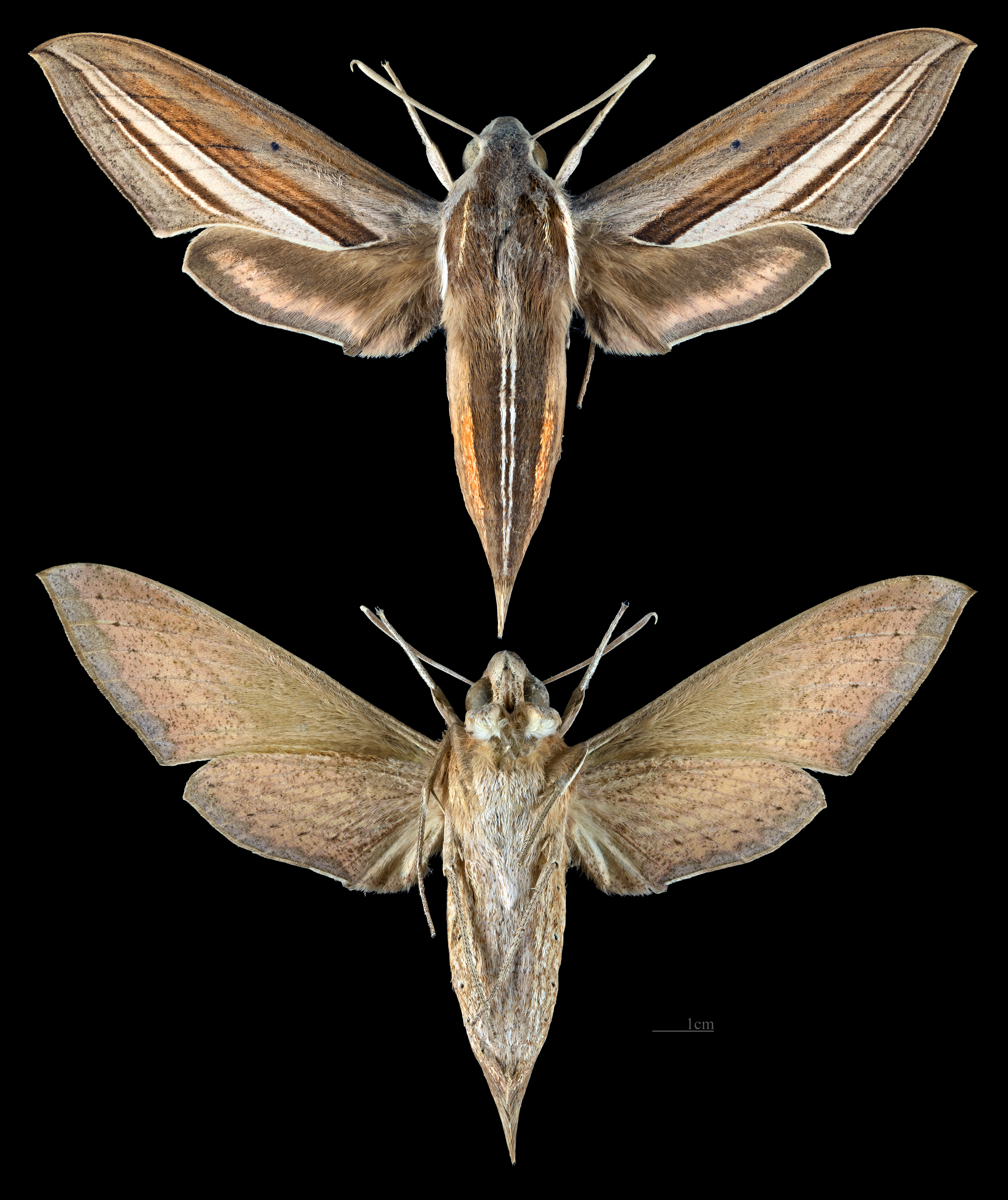
Theretra callicosta
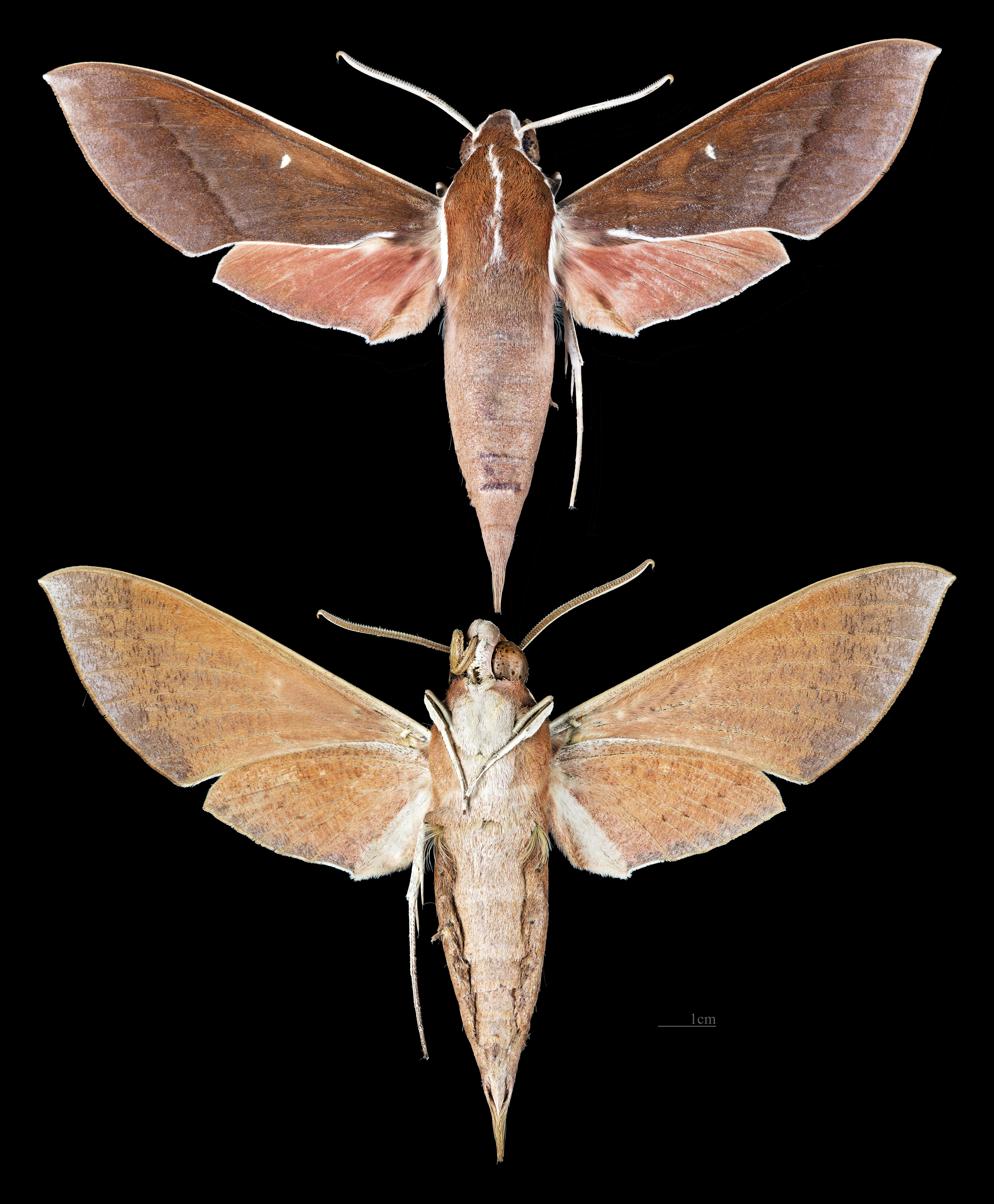
Theretra capensis
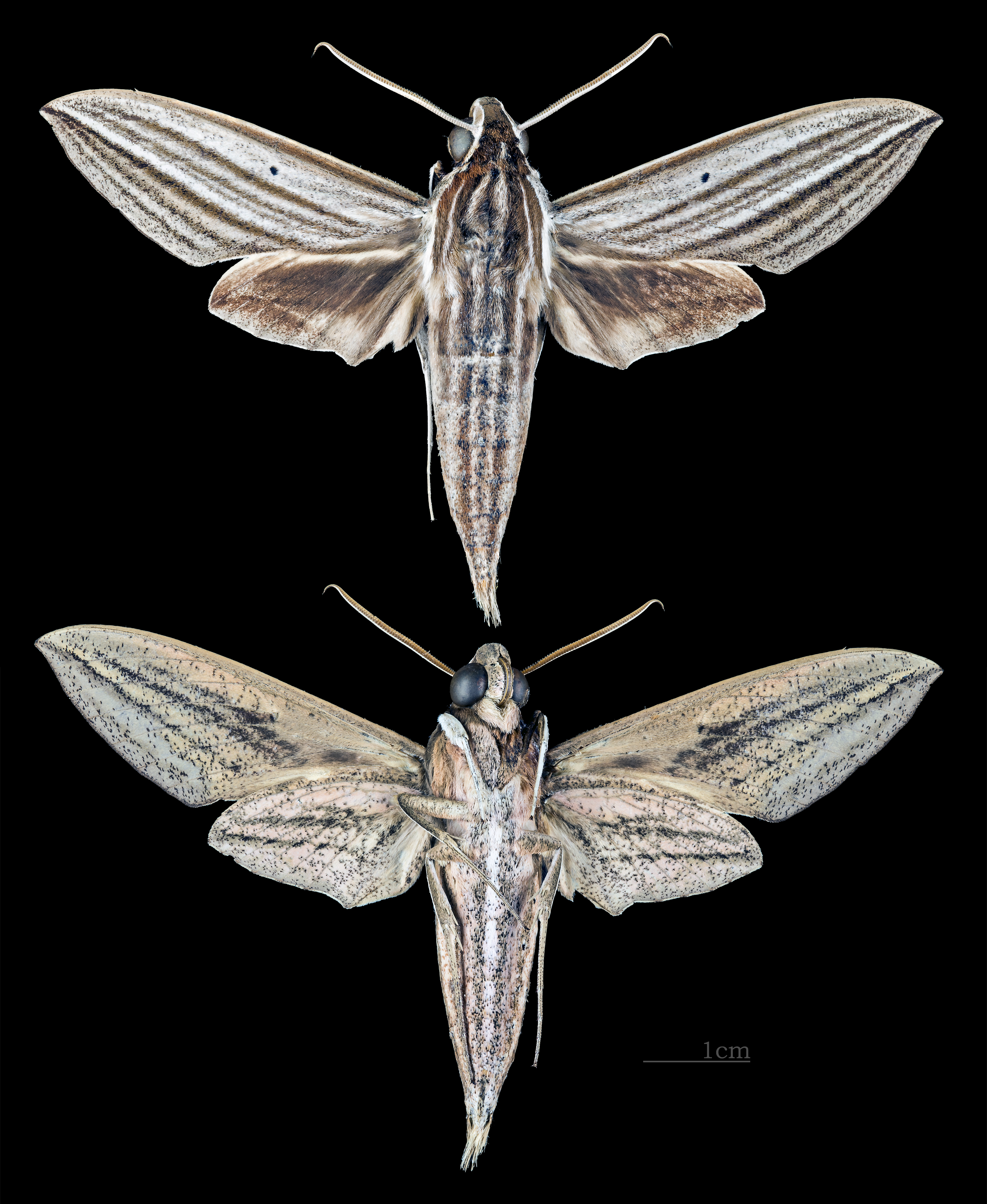
Theretra castanea
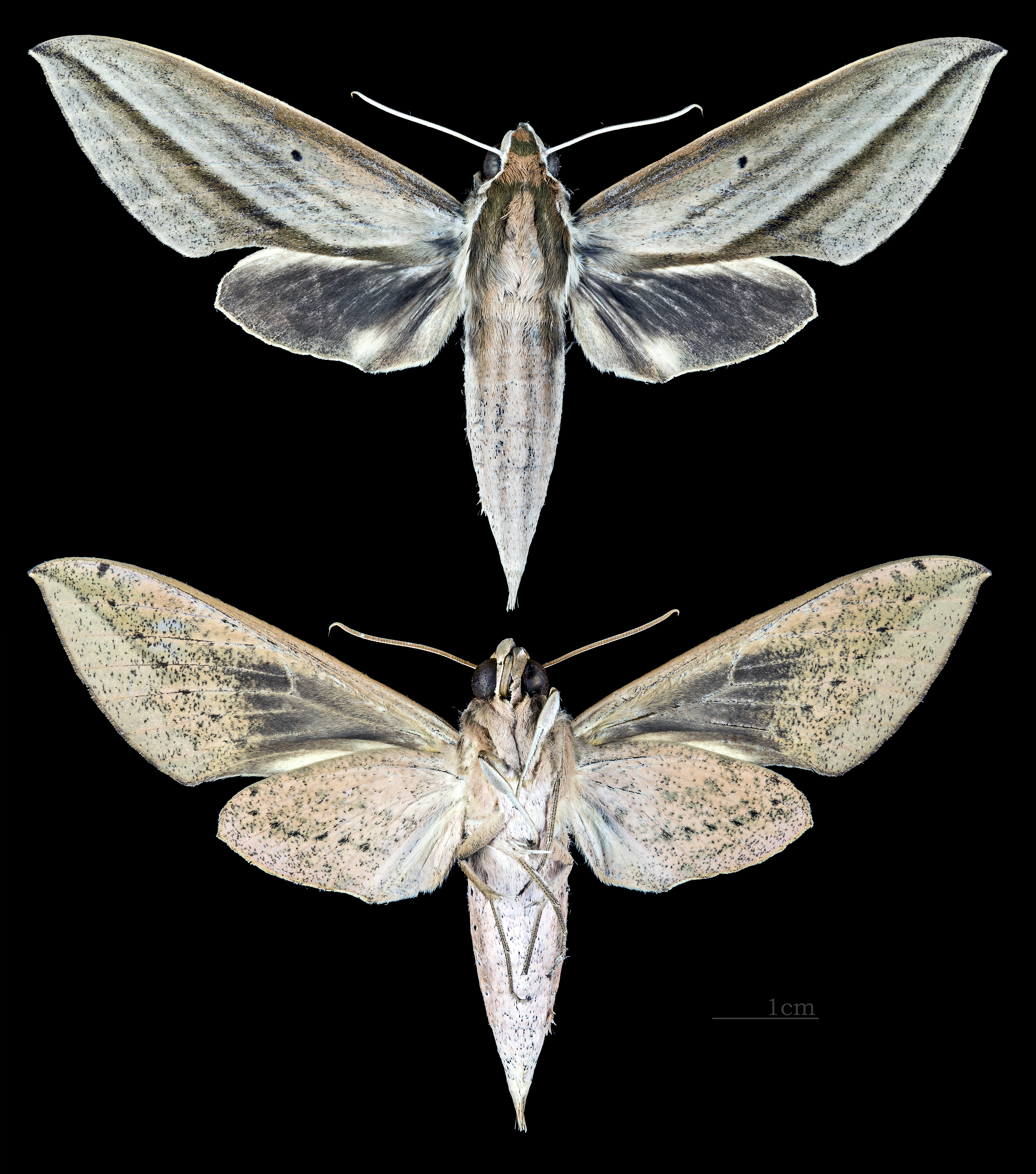
Theretra castanella
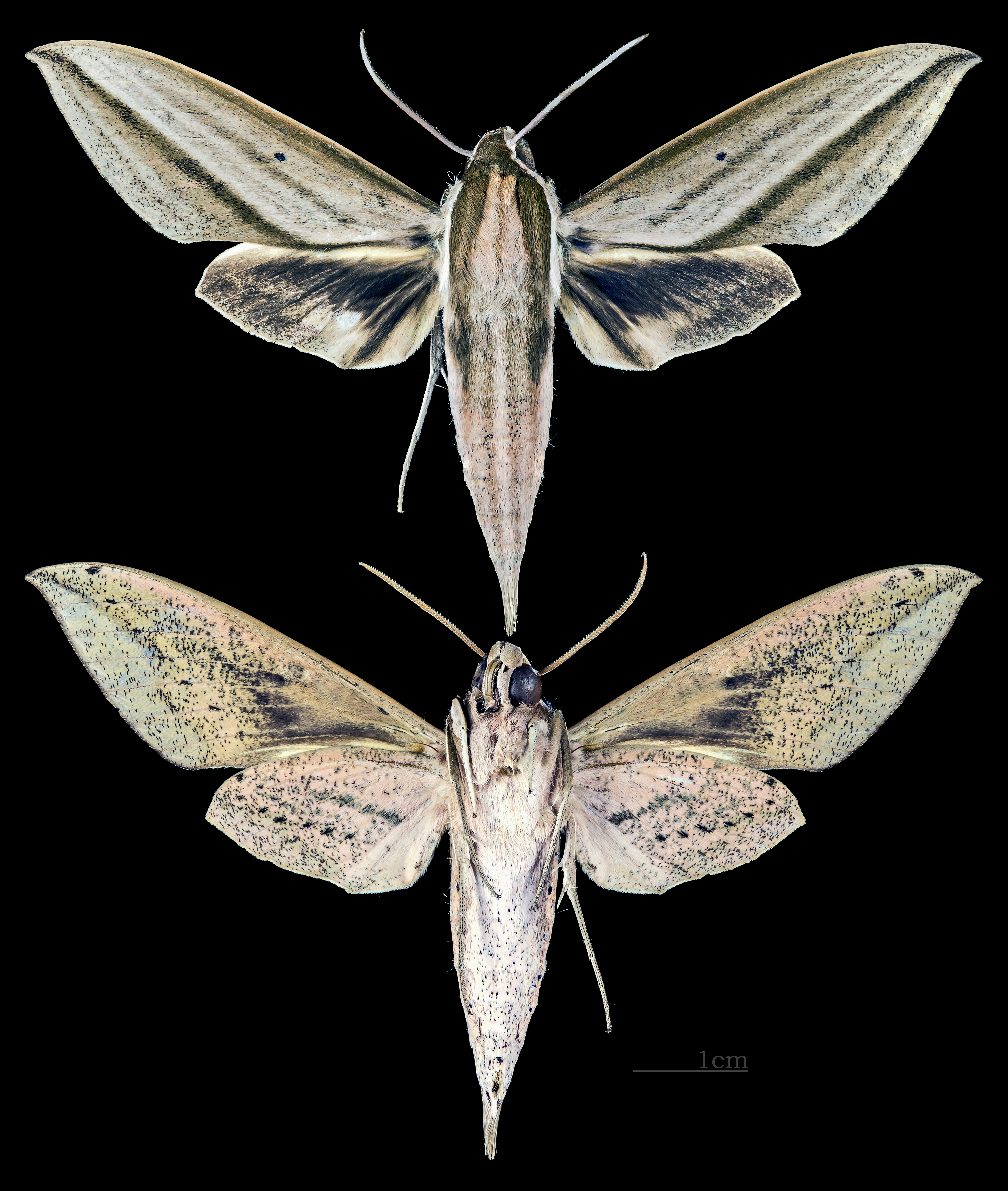
Theretra cecrops
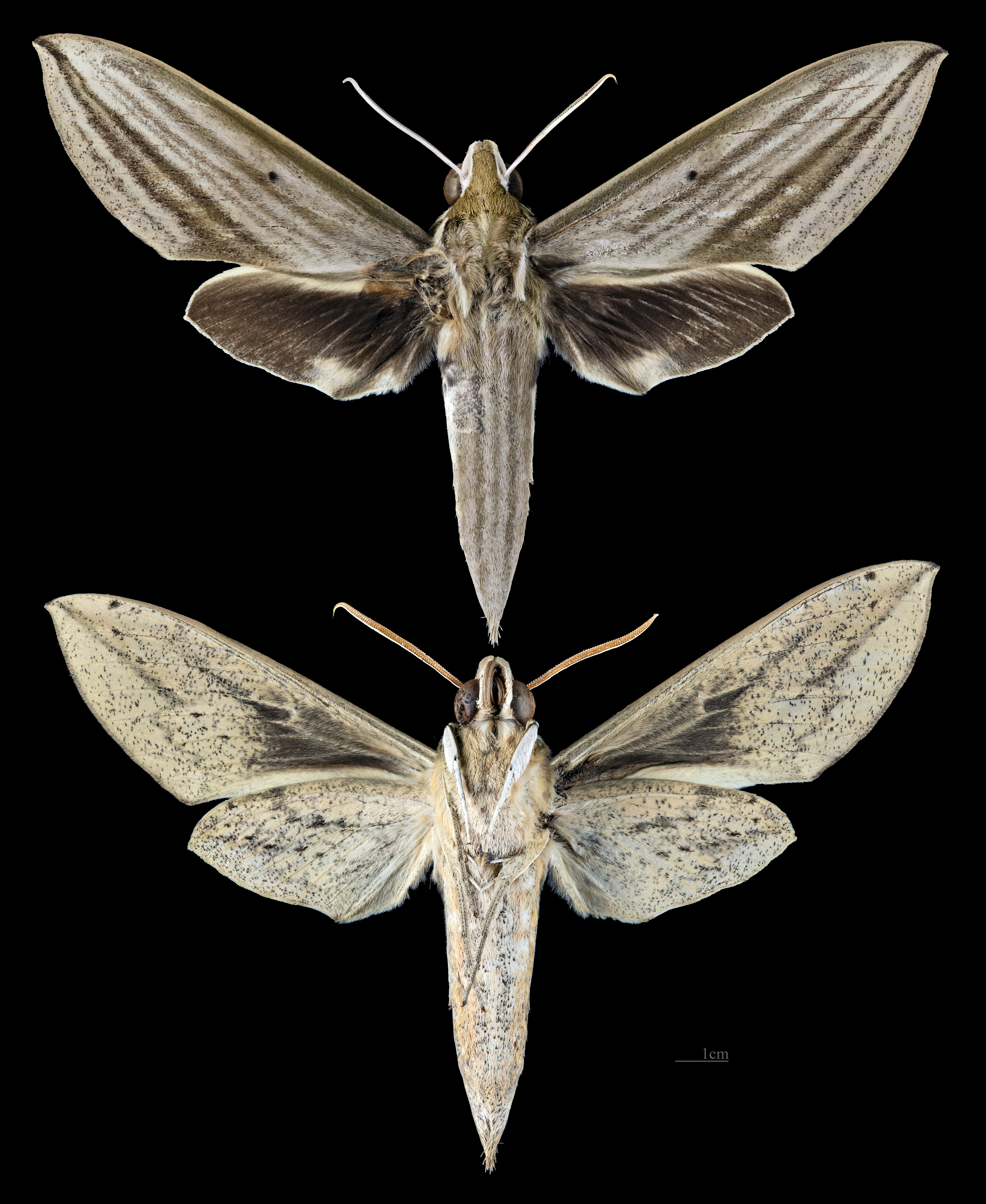
Theretra celaeno
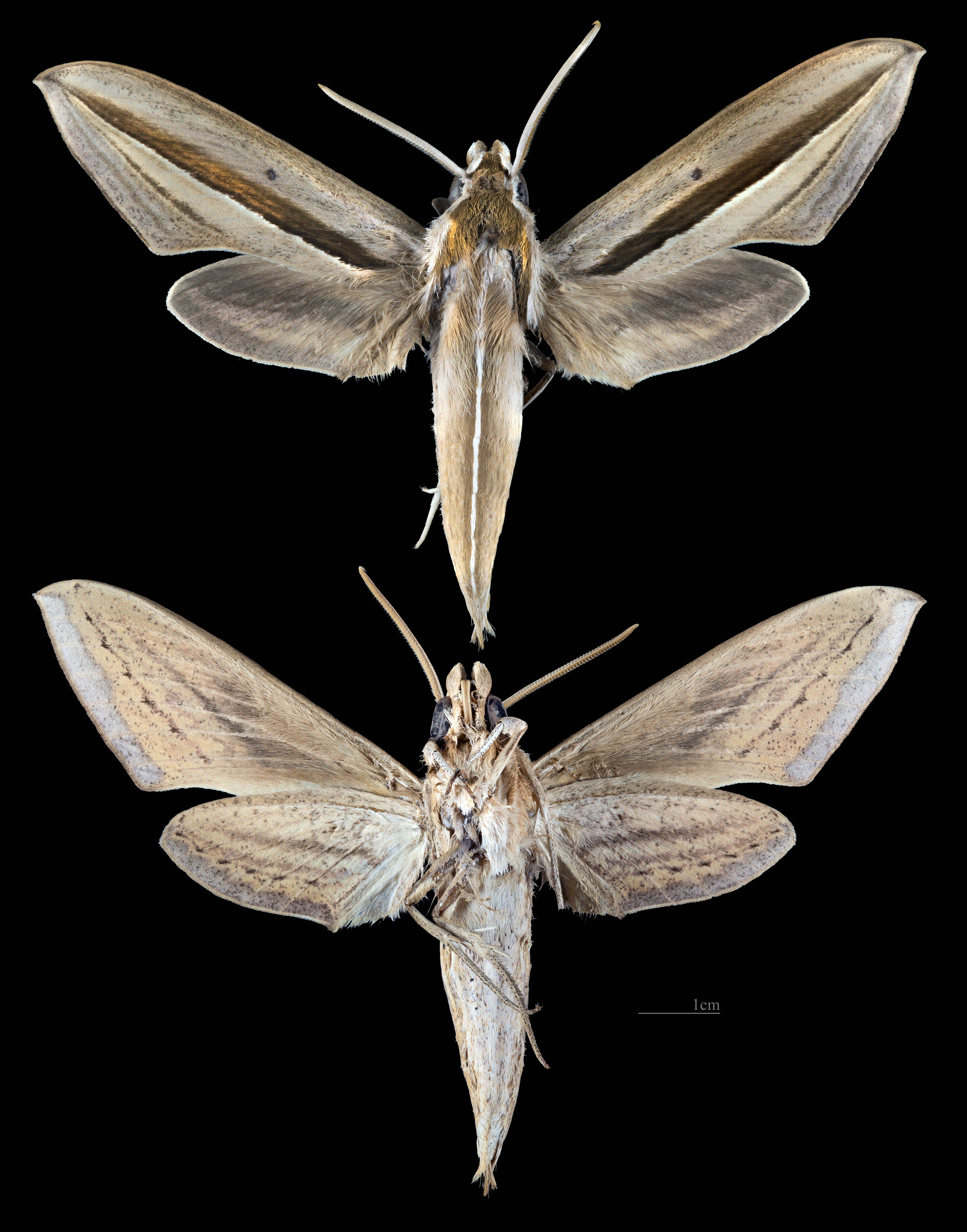
Theretra celata
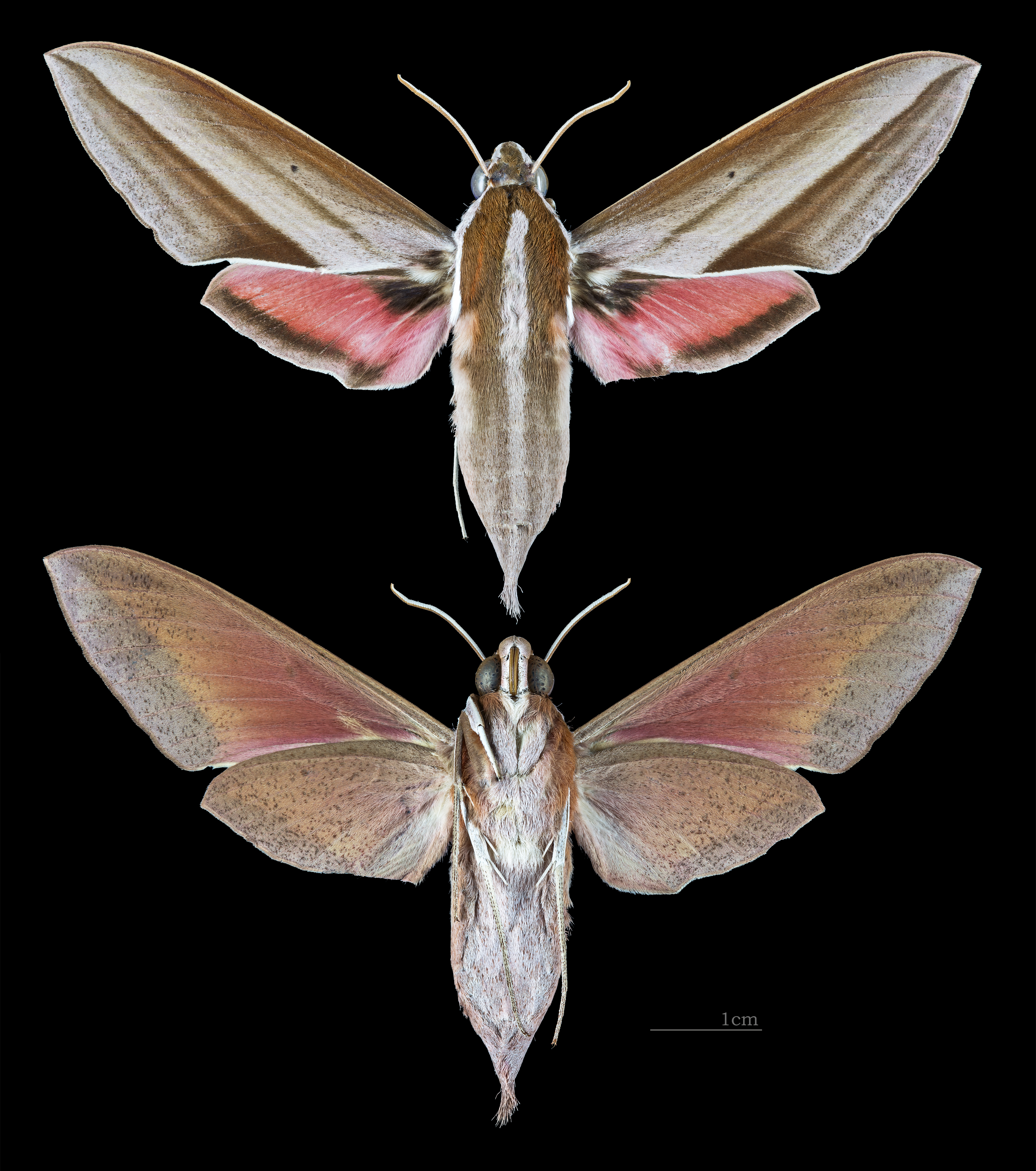
Theretra cloacina
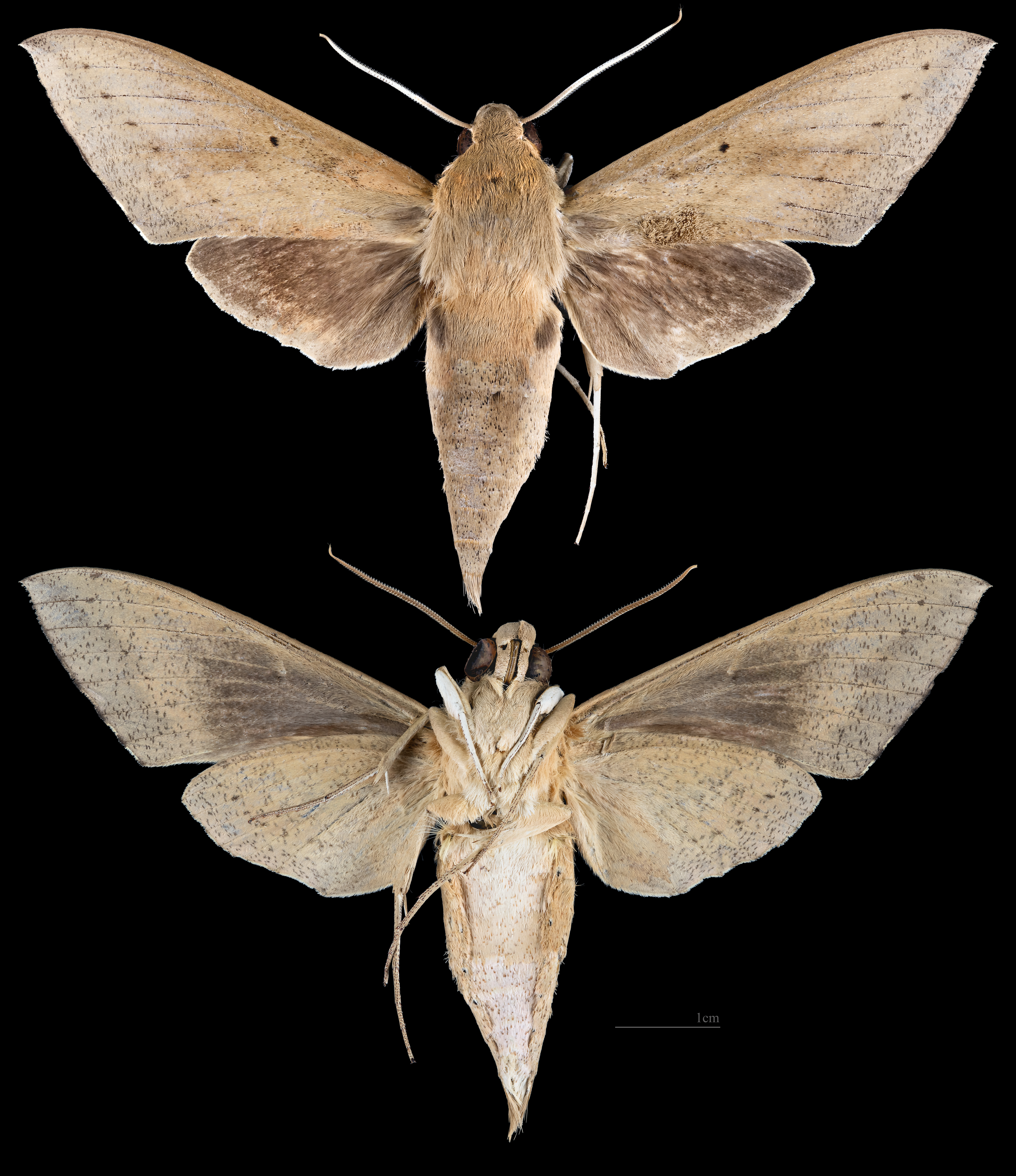
Theretra clotho
- Theretra comminuens
- Theretra cretica
- Theretra cyrene
- Theretra deserta
- Theretra distincta
- Theretra drancus
- Theretra epicles
- Theretra equestris
- Theretra firmata
- Theretra freyeri
- Theretra fuscata
- Theretra gnoma
- Theretra gordius
- Theretra gortys
- Theretra hector
- Theretra herrichi
- Theretra hyporhoda
- Theretra immaculata
- Theretra inornata
- Theretra insignis
- Theretra insularis
- Theretra intensa
- Theretra intermissa
- Theretra intersecta
- Theretra japonica
- Theretra javanica
- Theretra jordani
- Theretra jugurtha
- Theretra kuehni
- Theretra latreillei
- Theretra lenis
- Theretra lifuensis
- Theretra lucasi
- Theretra lucasii
- Theretra luteotincta
- Theretra lycetus
- Theretra malgassica
- Theretra manilae
- Theretra mansoni
- Theretra margarita
- Theretra marginata
- Theretra megalesia
- Theretra megara
- Theretra mira
- Theretra mollis
- Theretra molops
- Theretra montana
- Theretra monteironis
- Theretra muricolor
- Theretra natalensis
- Theretra nessus
- Theretra obliterata
- Theretra oldenlandiae
- Theretra olivacens
- Theretra orpheus
- Theretra ostracina
- Theretra pallicosta
- Theretra pallida
- Theretra papuensis
- Theretra pelius
- Theretra perkeo
- Theretra phoenix
- Theretra pinastrina
- Theretra polistratus
- Theretra potentia
- Theretra prattorum
- Theretra procne
- Theretra proxima
- Theretra prunosa
- Theretra puellaris
- Theretra punctivenata
- Theretra queenslandi
- Theretra radiosa
- Theretra rhesus
- Theretra rosina
- Theretra rubicundus
- Theretra samoana
- Theretra scotinus
- Theretra silhetensis
- Theretra sobria
- Theretra spilota
- Theretra suffusa
- Theretra suifuna
- Theretra sumatrensis
- Theretra tenebrosa
- Theretra tessmanni
- Theretra transcaspica
- Theretra tryoni
- Theretra turneri
- Theretra ugandae
- Theretra walduckii
- Theretra valens
- Theretra velox
- Theretra vinacea

- Theretra alecto
- Theretra boisduvalii
- Theretra castanea
- Theretra celata
- Theretra clotho
- Theretra gnoma
- Theretra incarnata
- Theretra indistincta
- Theretra japonica
- Theretra latreillii
- Theretra lycetus
- Theretra manilae
- Theretra margarita
- Theretra nessus
- Theretra oldenlandiae
- Theretra pallicosta
- Theretra polistratus
- Theretra queenslandi
- Theretra radiosa
- Theretra rhesus
- Theretra silhetensis
- Theretra suffusa
- Theretra tryoni